# St. Antonius (Mersin)

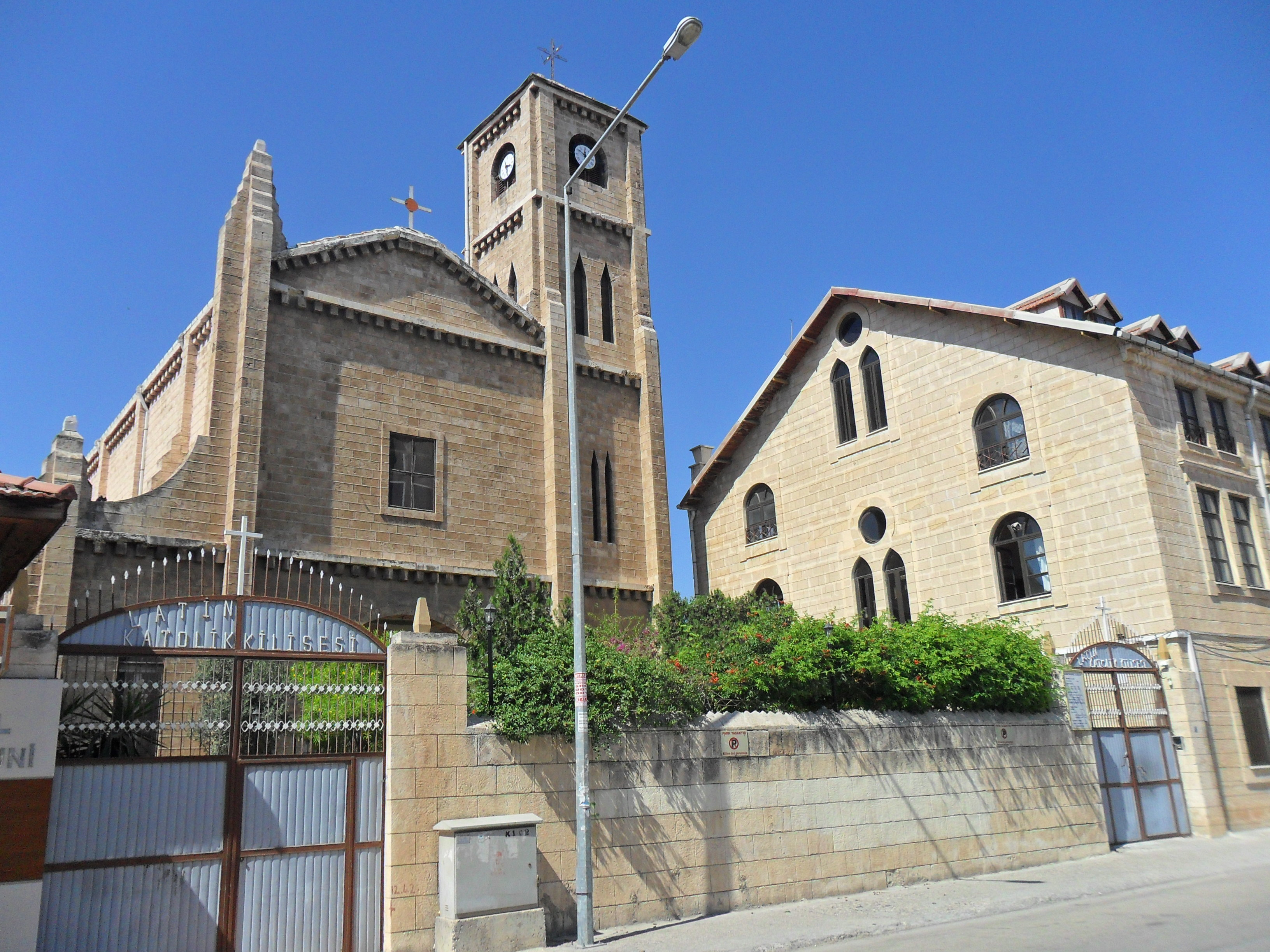
Lateinisch-katholische Kirche heute

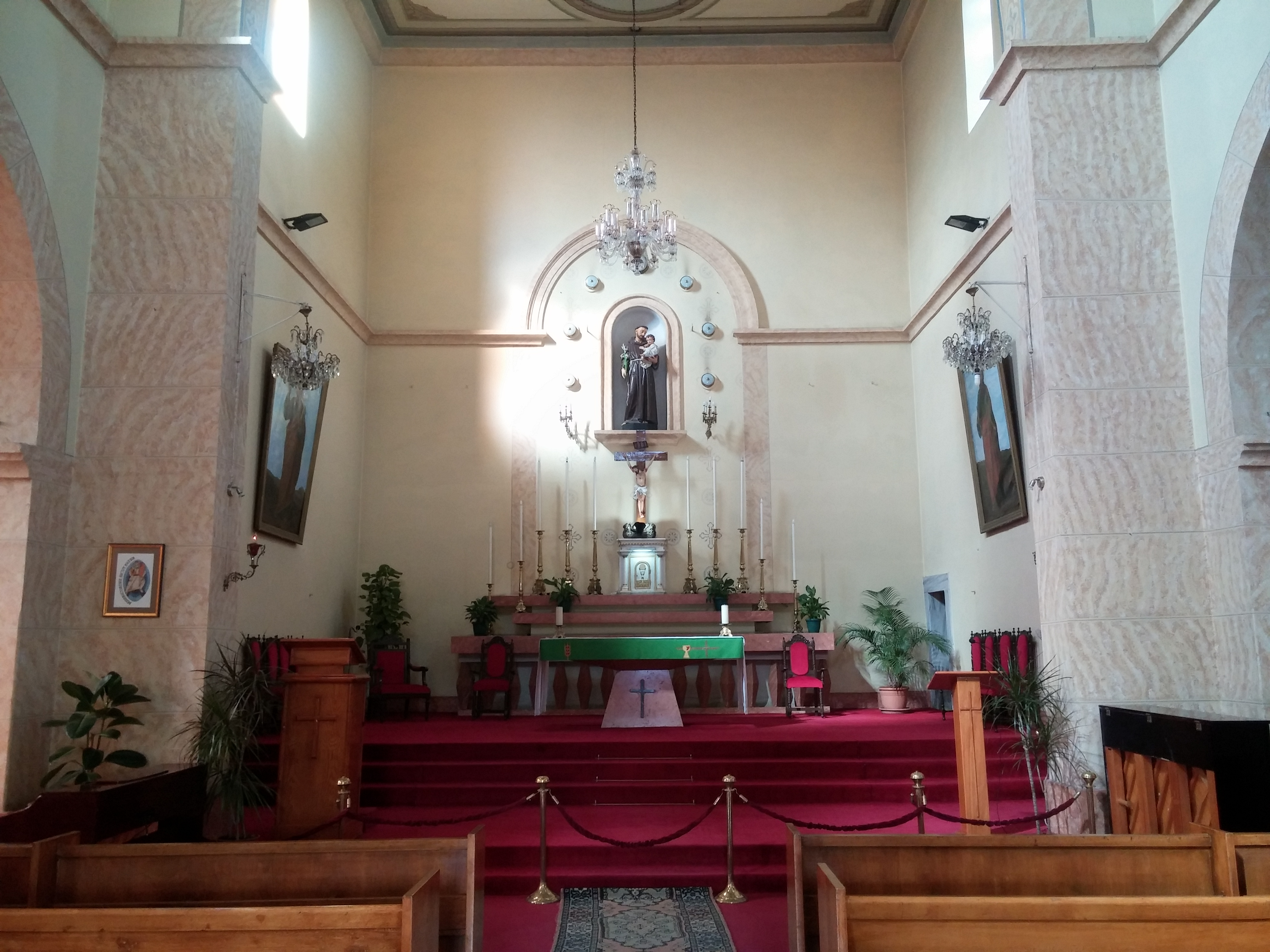
Altar

Die lateinische-katholische Sankt-Antonius-Kirche (türkisch Sent Antuan Latin Katolik Kilisesi) ist eine in den 1850er Jahren errichtete römisch-katholische Kirche in der Uray Caddesi im Stadtteil Camişerif Mahallesi in der südtürkischen Hafenstadt Mersin; sie ist eine der letzten Kirchen, die in der Stadt noch existieren.
Die Kirche ist seit dem 1. November 1999 die Konkathedrale des Apostolischen Vikariats Anatolien und steht unter dem Patrozinium des Heiligen  Antonius von Padua. Sie ist für Gottesdienste geöffnet.

## Geschichte
Aufgrund der Existenz von kleinen römisch-katholischen (lateinischen) Gemeinden in Mersin und Tarsus und dem zunehmenden wirtschaftlichen Aufstieg des ehemaligen Fischerdorfes Mersin war bereits ab 1840 der Bau einer Kirche notwendig. Der Anstoß zum Bau der Kirche kam durch aus dem Libanon vertriebene Maroniten, die nach Auseinandersetzungen mit Muslimen und Drusen nach Mersin flüchteten. Am 13. Januar 1853 wurde beschlossen, dass unter der Aufsicht Frankreichs eine katholische Kirche gebaut werden sollte. Nach Mai 1854 wurde von Kapuzinern die Kirche und das Sankt-Antonius-von-Padua-Kolleg (Padova’lı Saint Antuan Koleji) eröffnet.
Erst am 15. September 1855 erteilte Sultan Abdülmecit I. mit einem Ferman die Erlaubnis zum Bau einer Kirche, allerdings wurde der Ferman wegen bürokratischer Schwierigkeiten erst 1891 der Kirche übergeben. Im Jahre 1867 erhielt die Kirche ein Harmonium, 1874 einen Friedhof.
Während des Ersten Weltkriegs wurde Pater Edmond nach Frankreich abberufen und die Schule der Kirche musste geschlossen werden. Nach dem Krieg wurde sie wieder eröffnet. Im Mai 1924 wurden sämtliche religiösen Schulen des Landes geschlossen und damit auch die der Kirche. 1928 wurden wegen des Baus einer Straße ein Teil des Kirchengartens und die Jungenschule vom Staat enteignet, weiterhin wurde der Friedhof der Kirche enteignet und verstaatlicht. Da 1942 die katholische Kirche von Tarsus geschlossen wurde, wurde deren Kirchenbesitz zur katholischen Kirche von Mersin überführt.
Im Jahre 1945 enteignete der türkische Staat die Mädchenschule der Kirche von Mersin und wandelte sie in ein Waisenhaus um, 1947 wurde auch Grundbesitz für den Bau einer Eisenbahn konfisziert. 1951 wurde das Kapuzinerkloster an das Waisenhaus angeschlossen. Seit dem Tod des Geistlichen der maronitischen Kirche hielten die Maroniten von Mersin ihre Gottesdienste in der lateinisch-katholischen Kirche ab. 1953 wurde das Schwesternkloster der Kirche in die türkische „Grundschule des 5. Januar“ (5 Ocak İlkokulu) umgewandelt, 1956 wurden weitere 1350 m² Grundbesitz für den Bau einer türkischen Schule enteignet. Um die Schule zu vergrößern, wurde 1967 ein weiterer Teil des Kirchgartens konfisziert.
1958 bekam die Kirche einen neuen Altar, und 1975 erhielt der Glockenturm eine neue Uhr. Im Jahre 1990 wurde die Kirche renoviert. Auf Wunsch von Papst Johannes Paul II. wurde die Kirche 1991 zu einer Kathedrale, Ruggero Franceschini residierte dort  als erster Bischof. 1999 wurde der Bischofssitz von Mersin nach İskenderun verlegt.